# Craspedolepta kerzhneri
Craspedolepta kerzhneri är en insektsart som beskrevs av Loginova 1963. Craspedolepta kerzhneri ingår i släktet Craspedolepta och familjen rundbladloppor. Inga underarter finns listade i Catalogue of Life.